# Babett Grube
Babett Grube (* 1980 in Halle (Saale)) ist eine deutsche Theaterregisseurin.

## Leben
Babett Grube studierte zunächst Germanistik. Anschließend absolvierte sie eine Ausbildung zur Medientechnikerin und arbeitete als Journalistin und Moderatorin beim freien Rundfunk.
Von 2007 bis 2012 studierte sie an der Hochschule für Musik und Theater (Theaterakademie Hamburg) Schauspielregie. Ihr Studium schloss sie im Januar 2012 mit ihrer Diplominszenierung von Jon Fosses Ein Sommertag ab. Grubes erste eigene Inszenierungen entstanden am St. Pauli Theater, auf Kampnagel, am Theater Bielefeld und am Deutschen Theater Göttingen (DT Göttingen). Ihre Uraufführungs-Inszenierung von Demut vor deinen Taten, Baby am Theater Bielefeld (Premiere: September 2012) gewann 2013 beim Theaterfestival junger Regisseure „Radikal jung“ den Publikumspreis. Die Produktion gastierte in der Spielzeit 2012/13 auch am Theater Heidelberg. 2015 wurde sie für ihre Inszenierung Tigermilch am Schauspiel Hannover für den deutschen Theaterpreis „Der Faust“ in der Kategorie „Kinder- und Jugendtheaterregie“ nominiert.
Grube inszenierte bisher u. a. am Thalia Theater Halle, am Maxim-Gorki-Theater in Berlin, am Theater Bremen sowie am Staatsschauspiel Dresden.
Seit Beginn der Spielzeit 2017/18 ist Babett Grube Hausregisseurin am Theater Oberhausen und Mitglied des künstlerischen Leitungsteams von Intendant Florian Fiedler. Als Hausregisseurin debütierte sie mit einer Antigone-Inszenierung, bei der sie das Handeln der Titelheldin „in erster Linie als Privatperson, als Familienmensch“ darstellte.
In der Spielzeit 2018/19 schuf sie am Staatstheater Braunschweig die Bühnenfassung des Kolonialismusromans Imperium von Christian Kracht. Am Theater Oberhausen inszenierte Grube in der Spielzeit 2018/19 Arthur Millers Bühnenerfolg Tod eines Handlungsreisenden als Aktualisierung, bei der sie „auf jegliche Werktreue“ verzichtete.